# Seattle Dancer
Seattle Dancer (22. April 1984 – 2. Juni 2007) war ein irisches Vollblut-Rennpferd. 1985 war er der teuerste Jährling, der bis dahin auf einer öffentlichen Auktion verkauft worden ist.

## Herkunft
Seattle Dancer wurde in Kentucky aus der bedeutenden Zuchtstute My Charmer gezogen. My Charmer war auch die Mutter von Seattle Slew, dem US-Triple-Crown-Gewinner von 1977. Sie gehörte einer Besitzergemeinschaft bestehend aus Warner L. Jones, William S. Farish III und William S. Kilroy, den Züchtern von Seattle Dancer. 
Seattle Dancers Vater war Nijinsky, der britische Triple-Crown-Gewinner von 1971 und Champion der Vaterpferde von 1986.
Im Juli 1985 wurde Seattle Dancer bei der Keeneland Sales-Jährlingsauktion versteigert. Gebote von wichtigen Züchtern, wie Allen Paulson und Scheich Mohammed, trieben seinen Preis in die Höhe, so dass das letzte Gebot bei 13,1 Millionen US$ lag (entspricht heute ungefähr 33 Millionen $). Den Zuschlag bekamen Stavros Niarchos (Griechenland), Susan Magnier mit ihrem Vater Vincent O’Brien (Irland), Robert Sangster (England) und Daniel Schwartz, ein kalifornischer Geschäftsmann.

## Laufbahn
Der Hengst kam zu Vincent O’Brien ins Training nach Ballydoyle, County Tipperary in Irland, aber durch eine Virusinfektion geschwächt konnte Seattle Dancer als Zweijähriger nicht starten.
Bei seinem ersten Start im April 1987 in den Farben von Stavros Niarchos konnte er sich bei einem Rennen in Curragh als Dritter platzieren. 
Anschließend gewann er das Gruppe III Gallinule Stakes in Curragh und das Gruppe II Derrinstown Stud Derby Trial auf dem Leopardstown Racecourse in der Nähe von Dublin. 
In seinem letzten Rennen auf der Pferderennbahn Longchamp in Paris erreichte er in dem Gruppe I Grand Prix de Paris den zweiten Platz.

## Zuchtlaufbahn
Seattle Dancer kam 1988 in die Zucht. Zuerst wurde er im Ashford Stud in Kentucky aufgestellt, das zu den Coolmore-Gestüten gehört, dann im Mutterhaus in Irland, dem Coolmore Stud in Fethard, im County Tipperary. 1997 kam er nach East Stud in Japan und in den letzten fünf Jahren seiner Zuchtlaufbahn stand er in Deutschland im Gestüt Auenquelle. Seattle Dancer wurde Vater von 37 Siegern bei Pferderennen, darunter:
- Seattle Rhyme – gewann 1991 die Racing Post Trophy
- Pike Place Dancer – gewann 1996 die Kentucky Oaks
- Que Belle – Champion-Stute in Deutschland, gewann 1997 zwei klassische Rennen, den Preis der Diana und das Henkel-Rennen
- Caffe Latte – gewann in Kalifornien 2000 das Santa Barbara und die Ramona Handicaps

Seattle Dancer starb im Alter von 23 Jahren am 2. Juni 2007 im Gestüt Auenquelle in Rödinghausen.